# Sémien
Sémien  è una città e sottoprefettura della Costa d'Avorio appartenente al dipartimento di Facobly. Conta una popolazione di 28 812 abitanti (censimento 2014).